# كوماموناسية
كوماموناسية (الاسم العلمي: Comamonas) هي جنس من البكتيريا، سلبية الغرام، تتبع الكوماموناسيات.